# Damesorde van de Doodskop
De Orde van de Doodskop werd gesticht door Sylvius Nimrod, hertog van Württemberg in 1652 en deze benoemde zijn moeder tot grootmeesteres. De orde raakte al snel in de vergetelheid. In 1709 werd zij door Louise Elisabeth van Saksen-Merseburg opnieuw, nu als damesorde, opgericht.
De orde verenigde dames die zich "spelletjes, feesten, prachtige aanspanningen (voor rijtuigen) en galant vermaak ontzegden".
Ondanks de hernieuwde instelling werd de orde ook in de 18e eeuw al snel weer vergeten.
De oorsprong van de Damesorde: De ridderorde van de doodskop.
De Hertogelijk Württemberg-Oelssische ridderorde van de doodskop was oorspronkelijk een huisorde van de regerende familie Württemberg-Oels in Beneden-Silezië.
De eerste regerende hertog Sylvius Nimrod stichtte de orde onder invloed van zijn lijfarts, de rozenkruiser Angelus Silesius die sinds 1649 aan zijn hof verbleef.
In het nabije Ludwigsdorf was het landgoed van graaf Abraham van Franckenberg het centrum van de beweging der rozenkruisers die zich er op toelegden de geheimen van God en de natuur te onderzoeken.
Zij mediteerden over de zin van het leven met het motto "Vanitas vanitatum" in gedachten.
Een doodskop was een gebruikelijke illustratie van de vanitas.
Ook dames werden tot deze orde toegelaten.
Het juweel van de orde was een zilveren of wit geëmailleerde doodskop die aan een gouden, zwart geëmailleerd lint met de woorden "Memento mori" (Latijn: "Gedenk te sterven") hing.
De leden droegen ook een gouden ring met een doodskop aan de linkerhand.
Na de dood van de hertog in 1664 geraakte de orde in vergetelheid.